# Kayseri (Provinz)
Kayseri ist eine Provinz der Türkei. Ihre Hauptstadt ist Kayseri.
Die Provinz hat nahezu 1,5 Mio. Einwohner (Stand 2020) auf einer Fläche von 16.969 km². Damit hat sie eine Bevölkerungsdichte von rund 84 Einwohner/km². Sie grenzt an die Provinzen Sivas, Adana, Niğde, Kahramanmaraş, Yozgat und Nevşehir.

## Verwaltung
Kayseri ist seit 1988 eine Großstadt (Büyükşehir belediyesi). Nach einer Verwaltungsreform 2013 ist das Gebiet der Großstadt mit dem der Provinz identisch, in jedem der İlçe (untergeordnete staatliche Verwaltungsbezirke) besteht eine namensgleiche Gemeinde, die jeweils dessen gesamtes Gebiet umfasst und die der Großstadtgemeinde zugeordnet ist. Alle anderen Gemeinden (Belediye) und alle Dörfer (Köy) in den İlçes wurden aufgelöst und ihr Gebiet der jeweiligen Zentralgemeinde des İlçe als Mahalle (Stadtviertel) zugeschlagen, ein Muhtar ist der ranghöchste Beamte in einem Mahalle. Der Gouverneur der Provinz (Vali) ist seitdem ein reiner Staatsbeamter, die Zuständigkeiten der früheren Provinzversammlung (İl meclisi), die unter seinem Vorsitz tagte, wurden auf die Großstadtgemeinde übertragen. Die 16 staatlichen İlçe und die entsprechenden Gemeinden sind:
| Kreis- code 1 | Landkreis İlçe | Fläche 2 (km²) | Bevölkerung am 31.12.2020 3 | Bevölkerung am 31.12.2020 3 | Bevölkerung am 31.12.2020 3 | Anzahl der Mahalle | Bevölke rungs dichte (Einw./km²) | Sex Ratio 4 Frauen auf 1000 Männer | Grün- dungs datum 5, 6 |
| Kreis- code 1 | Landkreis İlçe | Fläche 2 (km²) | Gesamt                      | männlich                    | weiblich                    | Anzahl der Mahalle | Bevölke rungs dichte (Einw./km²) | Sex Ratio 4 Frauen auf 1000 Männer | Grün- dungs datum 5, 6 |
| ------------- | -------------- | -------------- | --------------------------- | --------------------------- | --------------------------- | ------------------ | -------------------------------- | ---------------------------------- | ---------------------- |
| 1752          | Akkışla        | 371            | 5.999                       | 3.039                       | 2.960                       | 15                 | 16,2                             | 974                                | 1987                   |
| 1218          | Bünyan         | 1210           | 30.113                      | 16.969                      | 13.144                      | 46                 | 24,9                             | 775                                |                        |
| 1275          | Develi         | 1892           | 66.250                      | 33.226                      | 33.024                      | 77                 | 35,0                             | 994                                |                        |
| 1330          | Felahiye       | 444            | 5.569                       | 2.820                       | 2.749                       | 17                 | 12,5                             | 975                                | 1957                   |
| 1936          | Hacılar        | 187            | 12.443                      | 6.297                       | 6.146                       | 12                 | 66,5                             | 976                                | 1990                   |
| 1409          | İncesu         | 874            | 28.567                      | 14.570                      | 13.997                      | 30                 | 32,7                             | 961                                |                        |
| 1863          | Kocasinan      | 1471           | 400.726                     | 199.526                     | 201.200                     | 93                 | 272,4                            | 1008                               | 1989                   |
| 1864          | Melikgazi      | 668            | 582.055                     | 290.385                     | 291.670                     | 58                 | 871,3                            | 1004                               | 1989                   |
| 1978          | Özvatan        | 270            | 3.891                       | 1.960                       | 1.931                       | 13                 | 14,4                             | 985                                | 1990                   |
| 1576          | Pınarbaşı      | 3418           | 22.900                      | 11.973                      | 10.927                      | 122                | 6,7                              | 913                                |                        |
| 1603          | Sarıoğlan      | 642            | 14.107                      | 7.074                       | 7.033                       | 27                 | 22,0                             | 994                                | 1960                   |
| 1605          | Sarız          | 1173           | 9.537                       | 4.889                       | 4.648                       | 44                 | 8,1                              | 951                                | 1946                   |
| 1846          | Talas          | 444            | 165.127                     | 82.487                      | 82.640                      | 30                 | 371,9                            | 1002                               | 1987                   |
| 1680          | Tomarza        | 1405           | 22.028                      | 11.235                      | 10.793                      | 54                 | 15,7                             | 961                                | 1953                   |
| 1715          | Yahyalı        | 1587           | 36.208                      | 18.272                      | 17.936                      | 41                 | 22,8                             | 982                                | 1954                   |
| 1727          | Yeşilhisar     | 913            | 15.935                      | 7.988                       | 7.947                       | 35                 | 17,5                             | 995                                | 1948                   |
| 38 Kayseri    | 38 Kayseri     | 16.969         | 1.421.455                   | 712.710                     | 708.745                     | 714                | 83,8                             | 994                                |                        |

## Bevölkerung

### Jährliche Bevölkerungsentwicklung
Nachfolgende Tabelle zeigt die jährliche Bevölkerungsentwicklung nach der Fortschreibung durch das 2007 eingeführte adressierbare Einwohnerregister (ADNKS). Zusätzlich sind die Bevölkerungswachstumsrate und das Geschlechterverhältnis (Sex Ratio d. h. die rechnerisch ermittelte Anzahl der Frauen pro 1000 Männer) aufgeführt.

| Jahr | Bevölkerung am Jahresende | Bevölkerung am Jahresende | Bevölkerung am Jahresende | Wachstums- rate der Be- völkerung (in %) | Geschlechter verhältnis (Frauen auf 1000 Männer) | Rang (unter den 81 Provinzen) |
| Jahr | gesamt                    | männlich                  | weiblich                  | Wachstums- rate der Be- völkerung (in %) | Geschlechter verhältnis (Frauen auf 1000 Männer) | Rang (unter den 81 Provinzen) |
| ---- | ------------------------- | ------------------------- | ------------------------- | ---------------------------------------- | ------------------------------------------------ | ----------------------------- |
| 2020 | 1.421.455                 | 712.710                   | 708.745                   | 1,00                                     | 994                                              | 15                            |
| 2019 | 1.407.409                 | 705.545                   | 701.864                   | 1,28                                     | 995                                              | 15                            |
| 2018 | 1.389.680                 | 696.658                   | 693.022                   | 0,94                                     | 995                                              | 15                            |
| 2017 | 1.376.722                 | 689.595                   | 687.127                   | 1,31                                     | 996                                              | 15                            |
| 2016 | 1.358.980                 | 681.269                   | 677.711                   | 1,34                                     | 995                                              | 15                            |
| 2015 | 1.341.056                 | 672.828                   | 668.228                   | 1,41                                     | 993                                              | 15                            |
| 2014 | 1.322.376                 | 663.249                   | 659.127                   | 2,09                                     | 994                                              | 15                            |
| 2013 | 1.295.355                 | 649.851                   | 645.504                   | 1,60                                     | 993                                              | 15                            |
| 2012 | 1.274.968                 | 640.095                   | 634.873                   | 1,56                                     | 992                                              | 15                            |
| 2011 | 1.255.349                 | 631.165                   | 624.184                   | 1,68                                     | 989                                              | 15                            |
| 2010 | 1.234.651                 | 621.667                   | 612.984                   | 2,39                                     | 986                                              | 16                            |
| 2009 | 1.205.872                 | 607.022                   | 598.850                   | 1,81                                     | 987                                              | 16                            |
| 2008 | 1.184.386                 | 595.275                   | 589.111                   | 1,66                                     | 990                                              | 16                            |
| 2007 | 1.165.088                 | 584.656                   | 580.432                   | –                                        | 993                                              | 16                            |

### Volkszählungsergebnisse
Nachfolgende Tabellen geben den bei den 14 Volkszählungen dokumentierten Einwohnerstand der Provinz Kayseri wieder. Die Werte der linken Tabelle entstammen E-Books (der Originaldokumente) entnommen, die Werte der rechten Tabelle basieren aus der Datenabfrage des Türkischen Statistikinstituts TÜIK
| Jahr | Bevölkerung am Zensustag | Bevölkerung am Zensustag | jährl. Wachs- tumsrate in % | R a n g |
| Jahr | Türkei                   | Provinz Kayseri          | Provinz Kayseri             | R a n g |
| ---- | ------------------------ | ------------------------ | --------------------------- | ------- |
| 1927 | 13.648.270               | 250.490                  | –                           | 19      |
| 1935 | 16.158.018               | 310.458                  | 2,30                        | 17      |
| 1940 | 17.820.950               | 342.969                  | 2,06                        | 19      |
| 1945 | 18.790.174               | 370.089                  | 1,09                        | 19      |
| 1950 | 20.947.188               | 403.861                  | 2,30                        | 19      |
| 1955 | 24.064.763               | 422.010                  | 2,98                        | 15      |
| 1960 | 27.754.820               | 480.387                  | 3,07                        | 15      |

| Jahr | Bevölkerung am Zensustag | Bevölkerung am Zensustag | jährl. Wachs- tumsrate in % | R a n g |
| Jahr | Türkei                   | Provinz Kayseri          | Provinz Kayseri             | R a n g |
| ---- | ------------------------ | ------------------------ | --------------------------- | ------- |
| 1965 | 31.391.421               | 536.206                  | 2,32                        | 16      |
| 1970 | 35.605.176               | 598.693                  | 2,33                        | 17      |
| 1975 | 40.347.719               | 676.809                  | 2,61                        | 18      |
| 1980 | 44.736.957               | 778.383                  | 3,00                        | 15      |
| 1985 | 50.664.458               | 864.060                  | 2,20                        | 16      |
| 1990 | 56.473.035               | 943.484                  | 1,84                        | 17      |
| 2000 | 67.803.927               | 1.060.432                | 1,24                        | 17      |

Anzahl der Provinzen bezogen auf die Censusjahre:
- 1927, 1940 bis 1950: 63 Provinzen
- 1935: 57 Provinzen
- 1955: 67 Provinzen
- 1960 bis 1985: 73 Provinzen
- 1990: 73 Provinzen
- 2000: 81 Provinzen

### Detaillierte Volkszählungsergebnisse
| Jahr | Gesamtbevölkerung | Gesamtbevölkerung | Gesamtbevölkerung | Stadtbevölkerung | Stadtbevölkerung | Stadtbevölkerung | Stadtbevölkerung | Landbevölkerung | Landbevölkerung | Landbevölkerung | Landbevölkerung |
| Jahr | Gesamt            | männlich          | weiblich          | Gesamt           | %                | männlich         | weiblich         | Gesamt          | %               | männlich        | weiblich        |
| ---- | ----------------- | ----------------- | ----------------- | ---------------- | ---------------- | ---------------- | ---------------- | --------------- | --------------- | --------------- | --------------- |
| 1927 | 250.490           | 119.987           | 130.503           | 60.379           | 24,10            | 29.668           | 30.711           | 190.111         | 75,90           | 90.319          | 99.792          |
| 1935 | 310.458           | 149.737           | 160.721           | 71.344           | 22,98            | 35.450           | 35.894           | 239.114         | 77,02           | 114.287         | 124.827         |
| 1940 | 342.969           | 167.373           | 175.596           | 80.189           | 23,38            | 40.410           | 39.779           | 262.780         | 76,62           | 126.963         | 135.817         |
| 1945 | 370.089           | 183.775           | 186.314           | 86.474           | 23,37            | 44.605           | 41.869           | 283.615         | 76,63           | 139.170         | 144.445         |
| 1950 | 403.861           | Keine Angaben     | Keine Angaben     | 101.990          | 25,25            | Keine Angaben    | Keine Angaben    | 301.871         | 74,75           | Keine Angaben   | Keine Angaben   |
| 1955 | 422.010           | 210.707           | 211.303           | 128.262          | 30,39            | 66.290           | 61.972           | 293.748         | 69,61           | 144.417         | 149.331         |
| 1960 | 480.387           | 241.655           | 238.732           | 161.340          | 33,59            | 84.461           | 76.879           | 319.047         | 66,41           | 157.194         | 161.853         |
| 1965 | 536.206           | 266.972           | 269.234           | 191.221          | 35,66            | 99.592           | 91.629           | 344.985         | 64,34           | 167.380         | 177.605         |
| 1970 | 598.693           | 293.904           | 304.789           | 236.824          | 39,56            | 123.034          | 113.790          | 361.869         | 60,44           | 170.870         | 190.999         |
| 1975 | 676.809           | 342.613           | 334.196           | 295.582          | 43,67            | 154.060          | 141.522          | 381.227         | 56,33           | 188.553         | 192.674         |
| 1980 | 778.383           | 389.220           | 389.163           | 380.352          | 48,86            | 194.680          | 185.672          | 398.031         | 51,14           | 194.540         | 203.491         |
| 1985 | 864.060           | 430.545           | 433.515           | 488.556          | 56,54            | 250.306          | 238.250          | 375.504         | 43,46           | 180.239         | 195.265         |
| 1990 | 943.484           | 471.874           | 471.610           | 604.072          | 64,03            | 308.228          | 295.844          | 339.412         | 35,97           | 163.646         | 175.766         |
| 2000 | 1.060.432         | 529.584           | 530.848           | 732.354          | 69,06            | 368.749          | 363.605          | 328.078         | 30,94           | 160.835         | 167.243         |

## Landschaft
Mit einer Höhenlage von 3916 m ist der Erciyes Dağı der höchste Berg der Provinz. Er bietet Platz für Bergsteigen und Wintertourismus. Andere Berge sind der südwestlich gelegene Aladağ (3735 m) und der Dumanlı Dağları (3024 m) westlich von Sariz. Die wichtigsten Seen sind der Camız Gölü, Çöl Gölü, Sarıgöl, Yay Gölü und der auch zur Salzgewinnung genutzte Tuzla Gölü. Daneben gibt es auch Staudämme und Weiher. Im Jahre 2005 wurde der Yamula Baraji (Stausee) fertiggestellt, der eine Fläche von 85 km² umfasst und somit der größte der Provinz ist. Hauptfluss ist der Kızılırmak. Er durchquert mit einer Länge von 128 km die Provinz. Nebenflüsse sind der Sarımsaklı (55 km), Kestuvan (48 km) und der Değirmendere (32 km). Zu den Ebenen zählt die Develi- (1050 km²), Sarımsaklı- (300 km²), Karasaz- (80 km²) und die Palas-Ebene (50 km²). Die Provinz besteht größtenteils aus Steppenlandschaft, in wenigen Bereichen ist sie bewaldet. Die Bewaldung besteht aus Lärche, Fichte, Tanne und Eiche. 40 % der Landfläche werden als Ackerfläche benutzt. 40 % sind Weide, 6 % Wald.

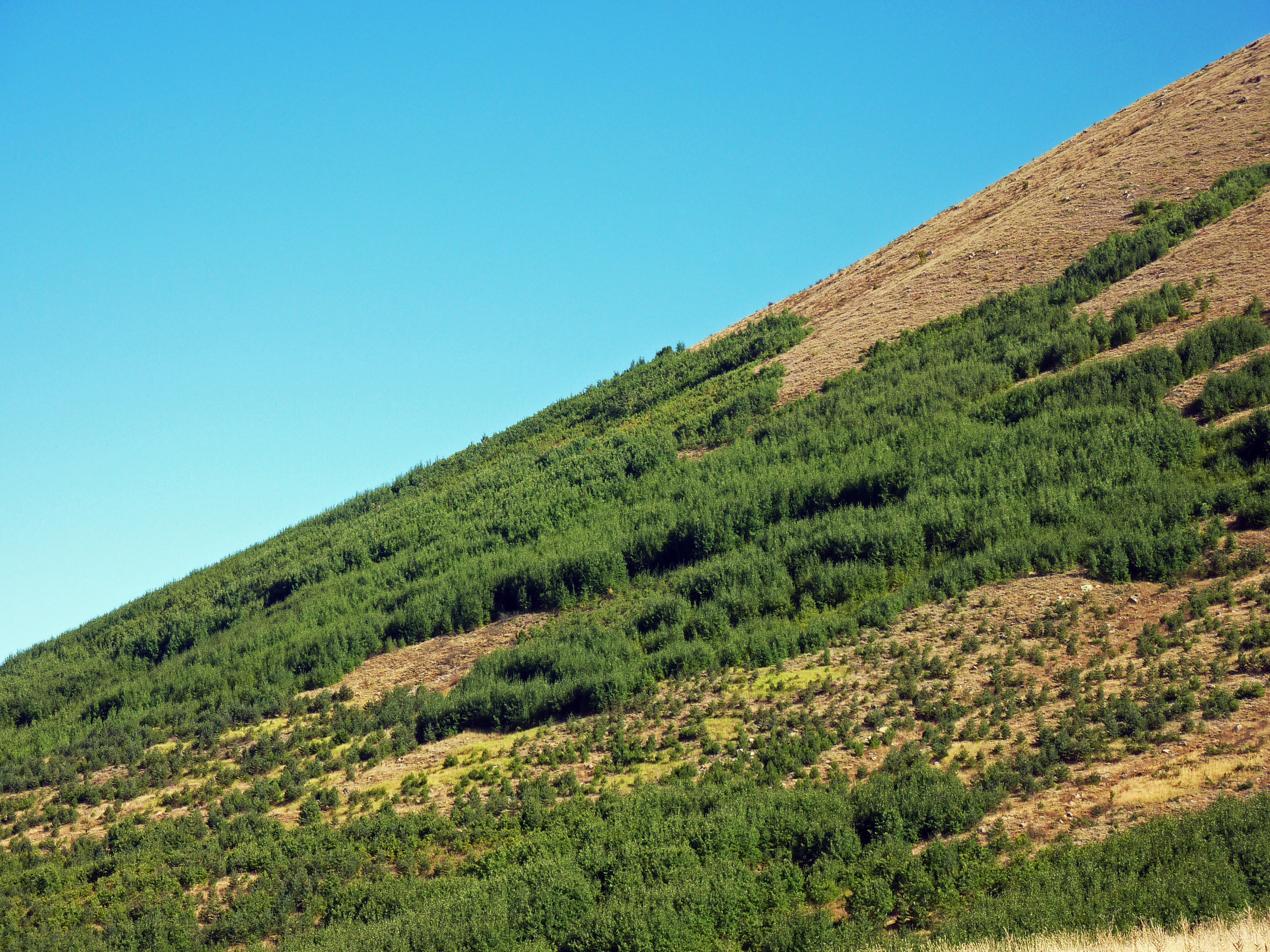
Ansatzversuche einer Bewaldung
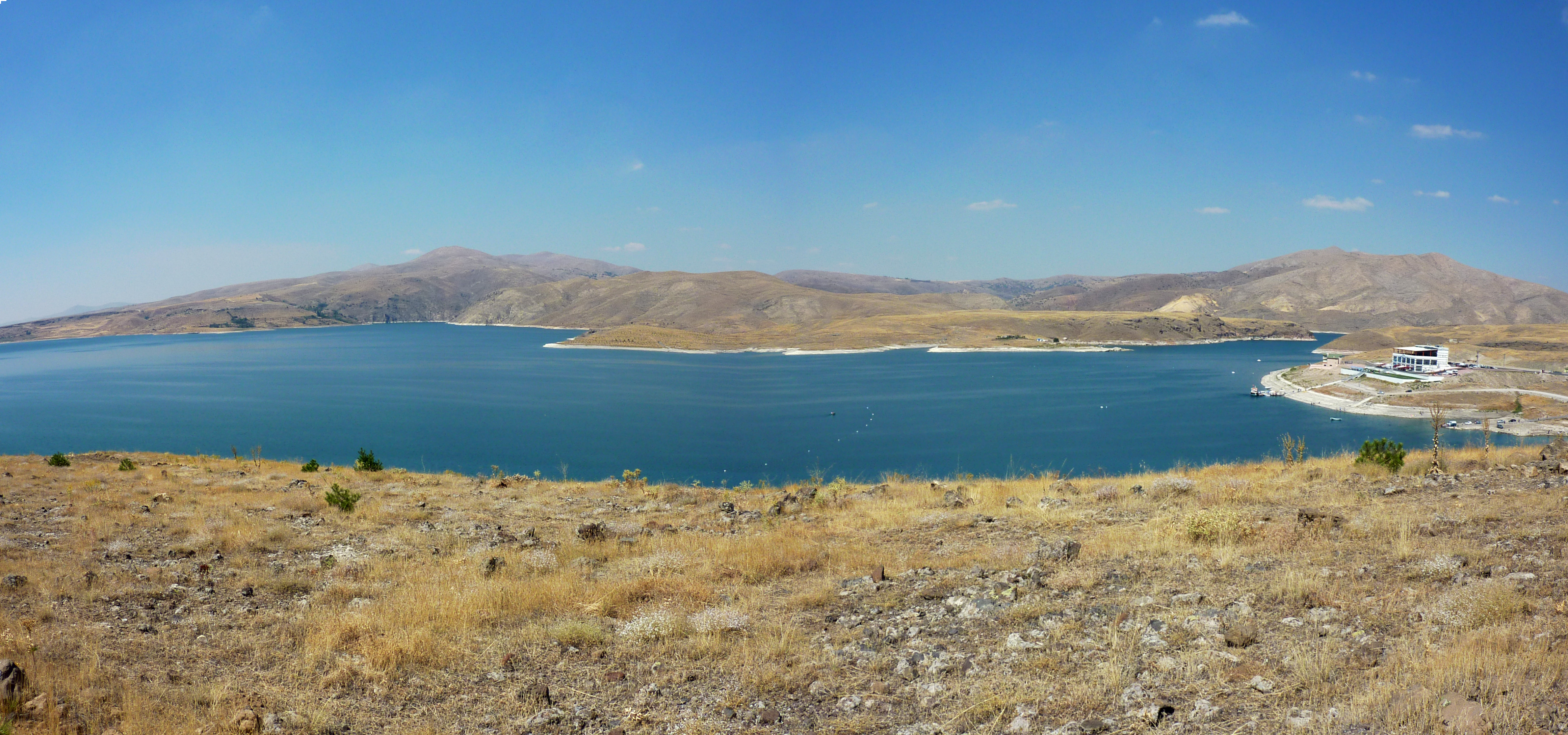
Yamula Baraji (Stausee)
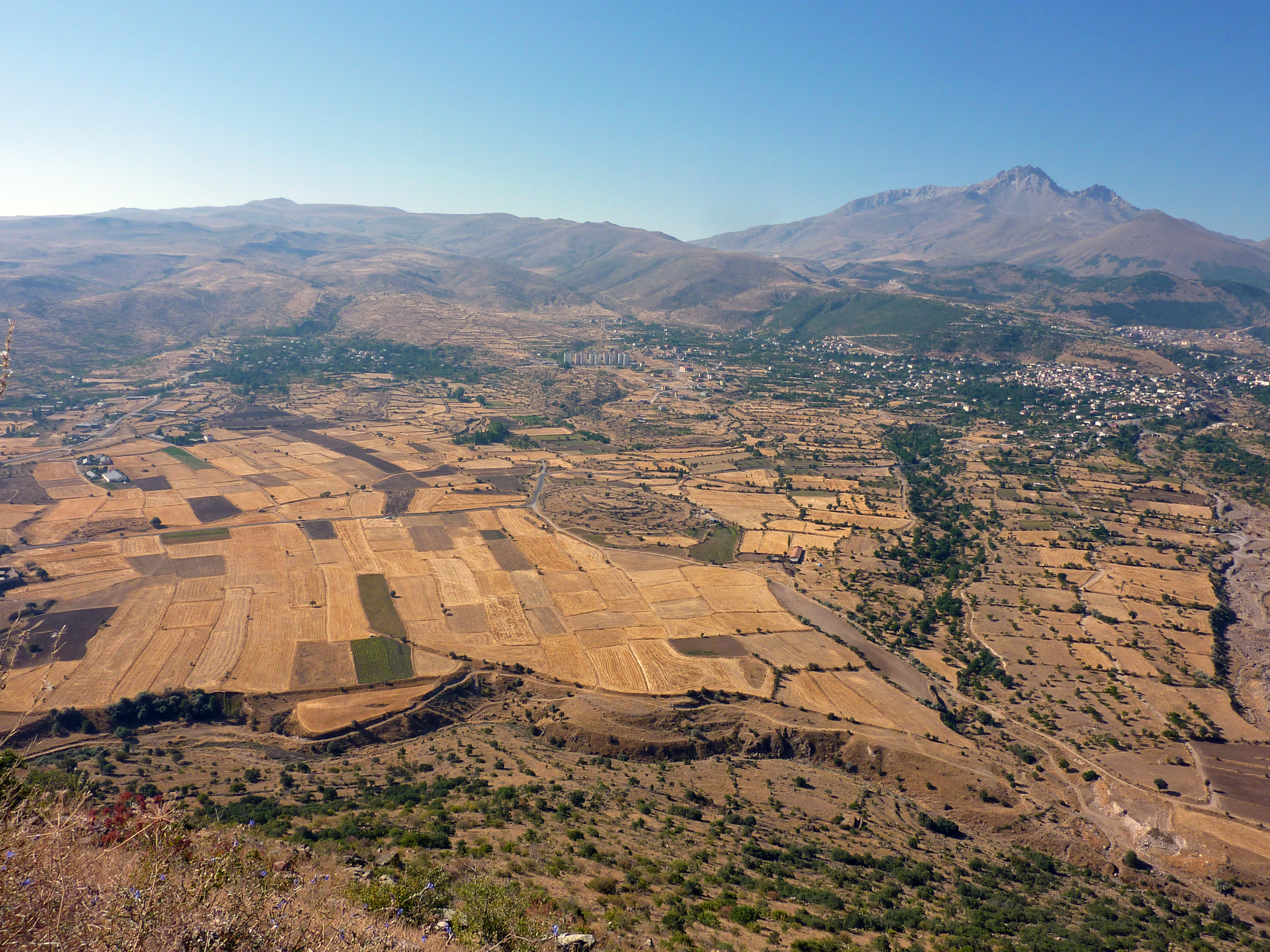
Ebene vor dem Erciyes Dagi
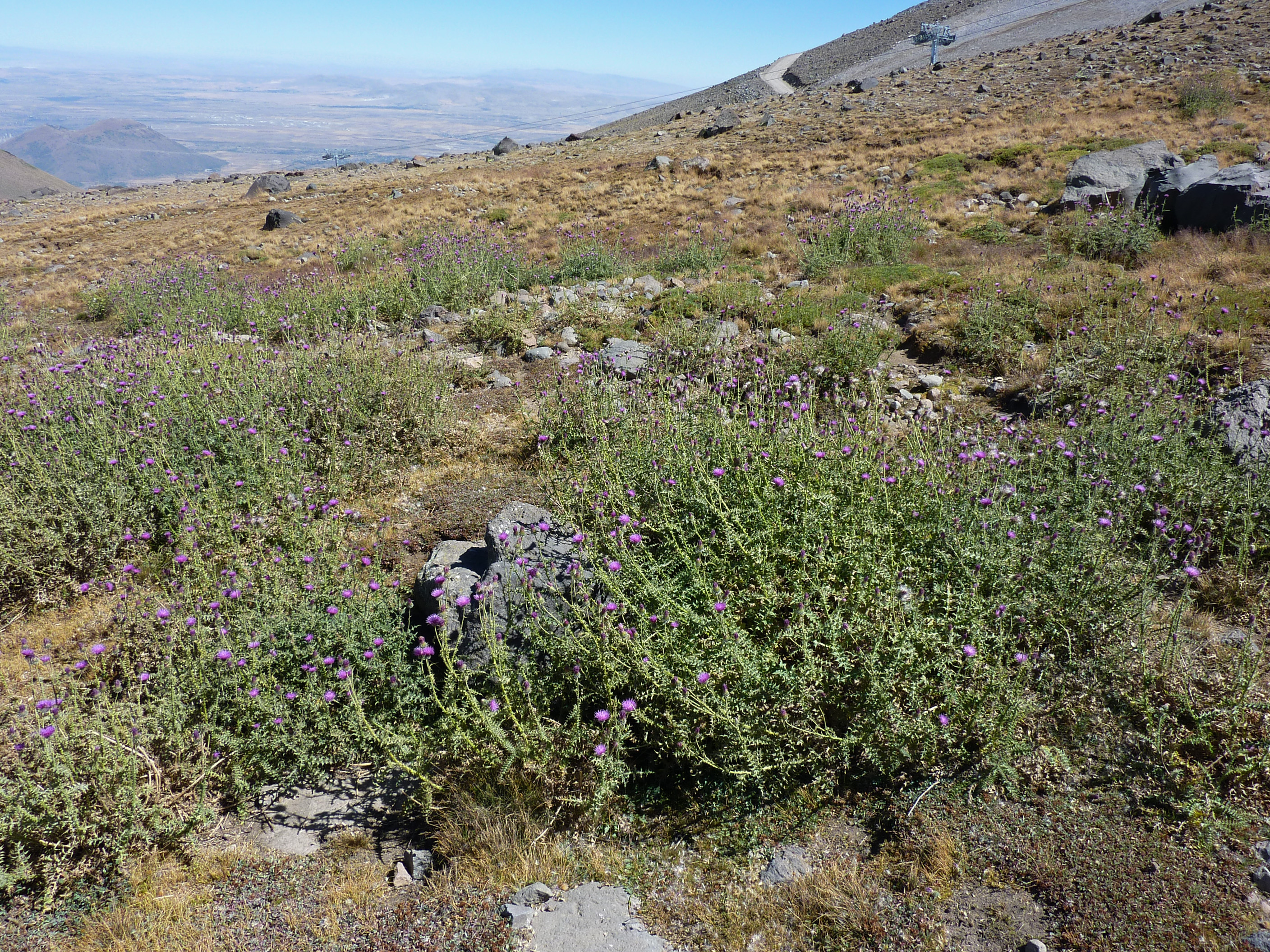
Typische Landschaft
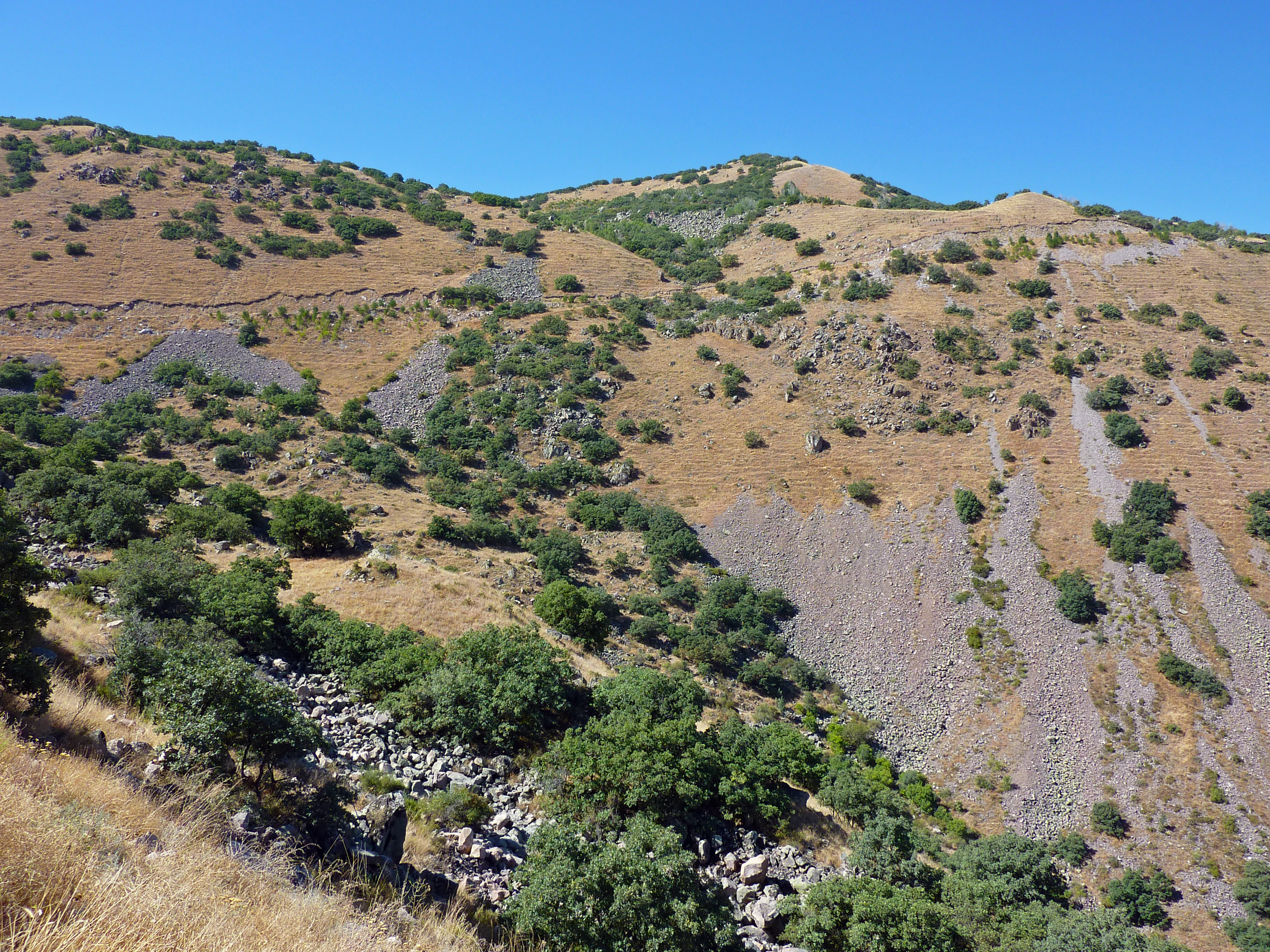
Typische Landschaft

## Staudämme
| Name              | Lage       | Sperrentyp          | Fluss                 | Zweck                                                         | Bauzeit   | Höhe[m] | Speicherraum [hm^3] | Wasserfläche [km^2] | Bewässerungsfläche [ha] | Kraftwerksleistung [MW] | Jährl. Kraftwerksleistung [GWh] |
| ----------------- | ---------- | ------------------- | --------------------- | ------------------------------------------------------------- | --------- | ------- | ------------------- | ------------------- | ----------------------- | ----------------------- | ------------------------------- |
| Ağcaşar Barajı    | Yahyalı    | Aufschüttung        | Yahyalı               | Bewässerung                                                   | 1979–1987 | 30      | 66                  | 4                   | 15.500                  |                         |                                 |
| Akköy Barajı      | Yeşilhisar | Fels + Aufschüttung | Asarcık               | Bewässerung + Überschwemmung                                  | 1964–1967 | 42      | 8                   | 1                   | 926                     |                         |                                 |
| Kovalı Barajı     | Yeşilhisar | Aufschüttung        | Dündarlı              | Bewässerung                                                   | 1983–1987 | 45      | 25                  | 2                   | 3.317                   |                         |                                 |
| Sarımsaklı Barajı | Kayseri    | Aufschüttung        | Sarımsaklı            | Bewässerung + Überschwemmung                                  | 1966–1968 | 40      | 2                   | 3,2                 | 6.400                   |                         |                                 |
| Bahçelik Barajı   | Pınarbaşı  | Aufschüttung        | Zamantı               | Bewässerung + Überschwemmung + Energiegewinnung + Trinkwasser | 1996–2002 | 65      | 216                 | 12                  | 36.282                  | 7                       | 35                              |
| Sarıoğlan Barajı  | Sarıoğlan  | Aufschüttung        | Kestuvan und Düzencik | Bewässerung                                                   | 1990–2002 | 31      | 25                  | 3                   | 6.123                   |                         |                                 |
| Yamula Barajı     | Kayseri    | Fels                | Kızılırmak            | Bewässerung + Energie                                         | 2005      | 120     | 2025                | 85                  |                         | 100                     | 422                             |
| Şeyhli Barajı     | Kayseri    | Aufschüttung        | Bülbülcük             | Bewässerung                                                   | 1973      | 22      | 1440                | 290                 | 220                     |                         |                                 |
| Tekir Barajı      | Kayseri    | Aufschüttung        | Schnee                | Bewässerung                                                   | 1991      | 20      | 2750                | 700                 | 372                     |                         |                                 |
| Zincidere Barajı  | Kayseri    | Aufschüttung        | Zincidere             | Bewässerung                                                   | 1976      | 19      | 178                 | 28                  | 15                      |                         |                                 |

Quelle: Devlet Su İşleri Genel Müdürlüğü

## Persönlichkeiten
- Mimar Sinan (um 1490–1588), osmanischer Architekt
- Latife Tekin (* 1957), Schriftstellerin und Drehbuchautorin